# Heinz Melkus
| Heinz Melkus       | Heinz Melkus                                                         |
| zur Person         | zur Person                                                           |
| ------------------ | -------------------------------------------------------------------- |
| Nation             | DDR                                                                  |
| Geburtstag         | 20. April 1928                                                       |
| Geburtsort         | Dresden                                                              |
| Sterbedatum        | 5. September 2005                                                    |
| Sterbeort          | Dresden                                                              |
| Beruf              | Kfz-Meister                                                          |
| Teams              |                                                                      |
| 1951–1954          | BSG Motor Niedersedlitz                                              |
| 1955–1957          | BSG Post Dresden                                                     |
| 1958–1980          | MC Post Dresden                                                      |
| Karriere           |                                                                      |
| wichtigste Erfolge |                                                                      |
| 1954               | Bester Privatfahrer der DDR                                          |
| 1958               | DDR-Meister Formel 3 bis 500 cm³                                     |
| 1960               | DDR-Meister Formel Junior bis 1000 cm³                               |
| 1963               | Sieger Pokal für Frieden und Freundschaft der sozialistischen Länder |
| 1965               | Sieger Pokal für Frieden und Freundschaft der sozialistischen Länder |
| 1966               | Sieger Pokal für Frieden und Freundschaft der sozialistischen Länder |
| 1967, 1968         | DDR-Meister Formel 3 bis 1300 cm³                                    |
| 1967               | Sieger Pokal für Frieden und Freundschaft der sozialistischen Länder |
| 1972               | DDR-Meister Formel C9                                                |
| 1972               | Sieger Pokal für Frieden und Freundschaft der sozialistischen Länder |
| Signatur           |                                                                      |
|                    |                                                                      |

Karl Heinz Melkus (* 20. April 1928 in Dresden; † 5. September 2005 ebenda) war ein deutscher Automobilrennfahrer und Konstrukteur von Rennwagen.
Die ersten Wettbewerbe bestritt Melkus 1951 mit Rennwagen auf VW- und Veritas-Basis. Später konstruierte er seine Monopostos selbst. Hierzu zählt insbesondere der Melkus 64, der fast ein Jahrzehnt das Rennsportgeschehen in der DDR beherrschte. In den 1970er-Jahren war Melkus Mitkonstrukteur der Spider-Rennwagen PT 73 und SRG MT 77. Nach eigenen Angaben nahm er an 289 Rennen teil und erzielte 80 Siege. Von 1958 bis 1972 war Melkus fünfmal DDR-Meister.
Nach dem Mauerfall wurde er Monate vor der deutschen Wiedervereinigung erster BMW-Vertragshändler in der DDR.

## Leben

### Kindheit, Jugend und Familie
Heinz Melkus wurde am 20. April 1928 als Sohn des Ehepaares Karl und Erna Melkus, geborene Flutschka, in Dresden geboren. Die aus dem Sudetenland stammende Familie wohnte in einem Mehrfamilienhaus in der Ackermannstraße unweit des Dresdner Hauptbahnhofs. Vom Vater, der Direktor der Dresdner Bier-Vertretungsgesellschaft war, erhielt Melkus die österreichische Staatsbürgerschaft, die er 1955 in eine deutsche umwandeln ließ. Heinz Melkus wurde 1934 eingeschult. In den Jahren 1936/1937 besuchte er die Volksschule an der Neudorfer Konkordienstraße und ab 1938 das Realgymnasium der Dreikönigschule. In seiner Schulzeit sammelte er Rennfahrerbilder wie das seines Vorbilds Bernd Rosemeyer. Im nationalsozialistischen Deutschen Jungvolk brachte es Melkus bis zum Jungzugführer. 1942 wechselte er in die Hitlerjugend. Bei der Flieger-HJ erhielt er am Triebenberg bei Schönfeld eine Segelflugausbildung. Zudem hielt er Vorträge über den Bau und die Wartung von Segelflugzeugen und absolvierte mehrere Reparaturlehrgänge. Ab 1943 diente Melkus als Flakhelfer bei der Flak-Batterie 207 in Rochwitz. Nach der mittleren Reife 1944 bewarb er sich als Reserveoffizieranwärter beim Jagdgeschwader 1. Bis Anfang 1945 erwarb Melkus den internationalen Luftfahrtschein für Segelflugzeugführer und beendete die Ausbildung zum Werkstatt- und Ausbildungsleiter für Segelflugzeugbau. Die im Februar 1945 folgenden Luftangriffe auf Dresden überstand die Familie körperlich unbeschadet, wenngleich eine Fliegerbombe die Melkus’sche Wohnung zerstörte. Die Familie kam daraufhin bei den Großeltern in Bühlau unter. In den letzten Kriegstagen floh Melkus zusammen mit seiner Mutter in das Erzgebirge.
Nach Ende des Zweiten Weltkriegs rettete Melkus vom Betriebsfuhrpark des Vaters einen Lastkraftwagen, setzte ihn instand und erwarb nach einer Kurzprüfung im Alter von 17 Jahren die Fahrerlaubnis. Mit dem Lkw betätigte er sich als Transportfahrer für Lebensmittel und Brennstoff. Später arbeitete er als Fahrer für die Autotransportgemeinschaft (ATG) und danach für die Wernesgrüner Brauerei, die zwischenzeitlich den väterlichen Biervertrieb übernommen hatte. Neben seinem Beruf bildete sich Melkus an der Volkshochschule zum Verkehrskaufmann weiter und baute in seiner Freizeit aus verschiedenen Fahrzeugwracks Kraftfahrzeuge zusammen. 1950 stieg Melkus bei der Wernesgrüner Brauerei zum Fuhrparkleiter und Expedienten auf und betreute die Neueinrichtung der Brauereiniederlassungen in Leipzig und Berlin.
Heinz Melkus war seit 1949 mit der Lehrerin Johanna (Hanni) Lemke verheiratet. Aus der Ehe gingen zwei Söhne hervor. Ulli Melkus, geboren 1950, wurde wie sein Vater Rennfahrer. Er starb 1990 bei einem Verkehrsunfall. Der 1954 geborene Peter Melkus, der ebenfalls in seiner Jugend als Fahrer in den Rennsport einstieg, wurde Teamchef eines Tourenwagenteams. Auch die Enkelsöhne Ronny (* 1974) und Sepp Melkus (* 1983) wuchsen, wie ihre Väter, mit dem Rennsport auf und sind seit ihrer Jugend als Fahrer aktiv.

### Karriere

#### 1951 bis 1954: Formel 2 und Sportwagen
Bevor Melkus zum professionellen Motorsport fand, fuhr er bereits seit Ende der 1940er-Jahre eine IFA RT 125, später eine AWO bei verschiedenen Motorradclubveranstaltungen. Im Jahr 1950 stieg er auf Personenkraftwagen um. Die ersten Leistungsprüfungsfahrten, so die damalige Bezeichnung für Straßenrennen, fuhr er auf einem von ihm umgebauten Wehrmachts-Kübelwagen mit der aufgesetzten Karosserie eines Steyr 50. Noch im gleichen Jahr tauschte er diesen Wagen bei Rudolf Krause gegen einen BMW 321 ein, mit dem er bis 1952 weitere Leistungsprüfungsfahrten bestritt. Zwischenzeitlich hatte sich Melkus der Sektion Motorrennsport in der Betriebssportgemeinschaft Motor Niedersedlitz angeschlossen, deren Vorsitzender er 1953 wurde.
Seine Entscheidung, sich ernsthaft dem Motorsport zu widmen, traf Melkus eher zufällig, als er Mitte Juni 1951 bei einem Rennen auf der Autobahnspinne in Dresden-Hellerau für den Getränkestand seiner Brauerei Nachschub lieferte und wegen des dichten Gedränges den Veranstaltungsort nicht mehr verlassen konnte und daher zwangsläufig das Wettkampfgeschehen mit ansehen musste. Enttäuscht von den geringen Geschwindigkeiten der Fahrzeuge beschloss Melkus, einen eigenen Rennwagen zu konstruieren, den er für das nächste Rennen auf dem Sachsenring anmeldete. Es war ein modifizierter VW-Schwimmwagen, der die Kriterien der Klasse G für Fahrzeuge bis 1100 cm³ erfüllte. Die Höchstgeschwindigkeit des zweisitzigen Roadsters lag bei ca. 140 km/h. Nach technischen Schwierigkeiten im Training qualifizierte sich Melkus für den letzten Startplatz und fiel im Rennen aus. Andere Quellen hingegen nennen den 13. Platz.

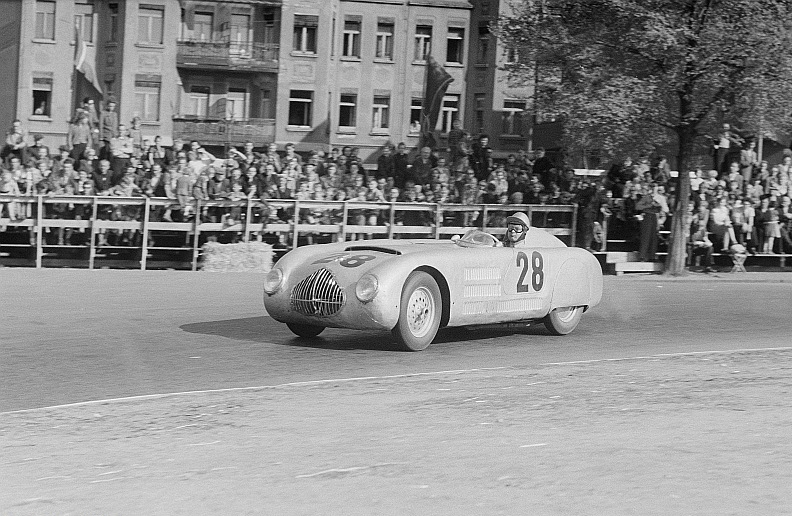
Heinz Melkus mit seinem Veritas beim 6. Leipziger Stadtparkrennen im Mai 1954. Dieser Veritas ist im DEFA-Film Rivalen am Steuer von 1956 zu sehen, in dem Melkus eine Nebenrolle als Rennfahrer spielte.

Für die Saison 1952 verkaufte Melkus seinen Volkswagen und erwarb von Theo Fitzau dessen Veritas mit Alfa-Romeo-Motor, der vorher Arthur Rosenhammer gehört hatte. Der Veritas entsprach sowohl dem Reglement der Klasse E für Rennwagen bis 2000 cm³ als auch dem der Formel 2. In der Klasse E erreichte Melkus auf Anhieb die DDR-Vizemeisterschaft und in der Formel 2 bis 2000 cm³ den sechsten Rang der Meisterschaftswertung. Paul Greifzu bezeichnete Melkus in diesem Jahr als einen der besten Nachwuchsfahrer und lobte seine ruhige und ausgeglichene Fahrweise.
Melkus trat 1953 – mittlerweile war er beruflich mit der Leitung der Brauerei-Niederlassung Dresden beauftragt worden – mit dem gleichen Wagen nur noch in der Formel 2 an und erreichte den sechsten Platz in der Meisterschaftswertung. Im Verlauf des IX. Internationalen Avusrennens am 12. Juli 1953 fiel Melkus durch einen Pleuelabriss vorzeitig aus, wobei der Alfa-Romeo-Motor seines Wagens irreparabel beschädigt wurde. Als Ersatz baute er einen 80 PS leistenden französischen Flugmotor ein – einen Zweizylinder-Boxermotor –, der ihm in der 1954er-Saison zu drei Siegen in Folge und zum zweiten Platz der DDR-Bestenermittlung in der Klasse F bis 1500 cm³ verhalf. Einen DDR-Meistertitel gab es in diesem Jahr nicht, weil bei fast allen Rennen zu wenig DDR-Fahrer an den Start gegangen waren. Zugleich errang Melkus in diesem Jahr den Titel „Bester Privatfahrer der DDR“ sowie punktgleich mit Paul Thiel den sechsten Platz in der Meisterschaftswertung für Rennwagen bis 2000 cm³ in der Formel 2. Beim vierten und letzten Rennen der Saison am 26. September auf der Bernauer Schleife fiel Melkus aus. Beim internationalen Avusrennen wurde Melkus Zwölfter. Doch der hohe Reparaturaufwand an seinem Veritas-Eigenbau zwang Melkus, sich nach der Saison von diesem Wagen zu trennen. Neben den Sportwagenrennen bestritt Melkus von 1954 bis 1958 einige Rennen auf einem Rennmotorboot.

#### 1955 bis 1958: Formel 3

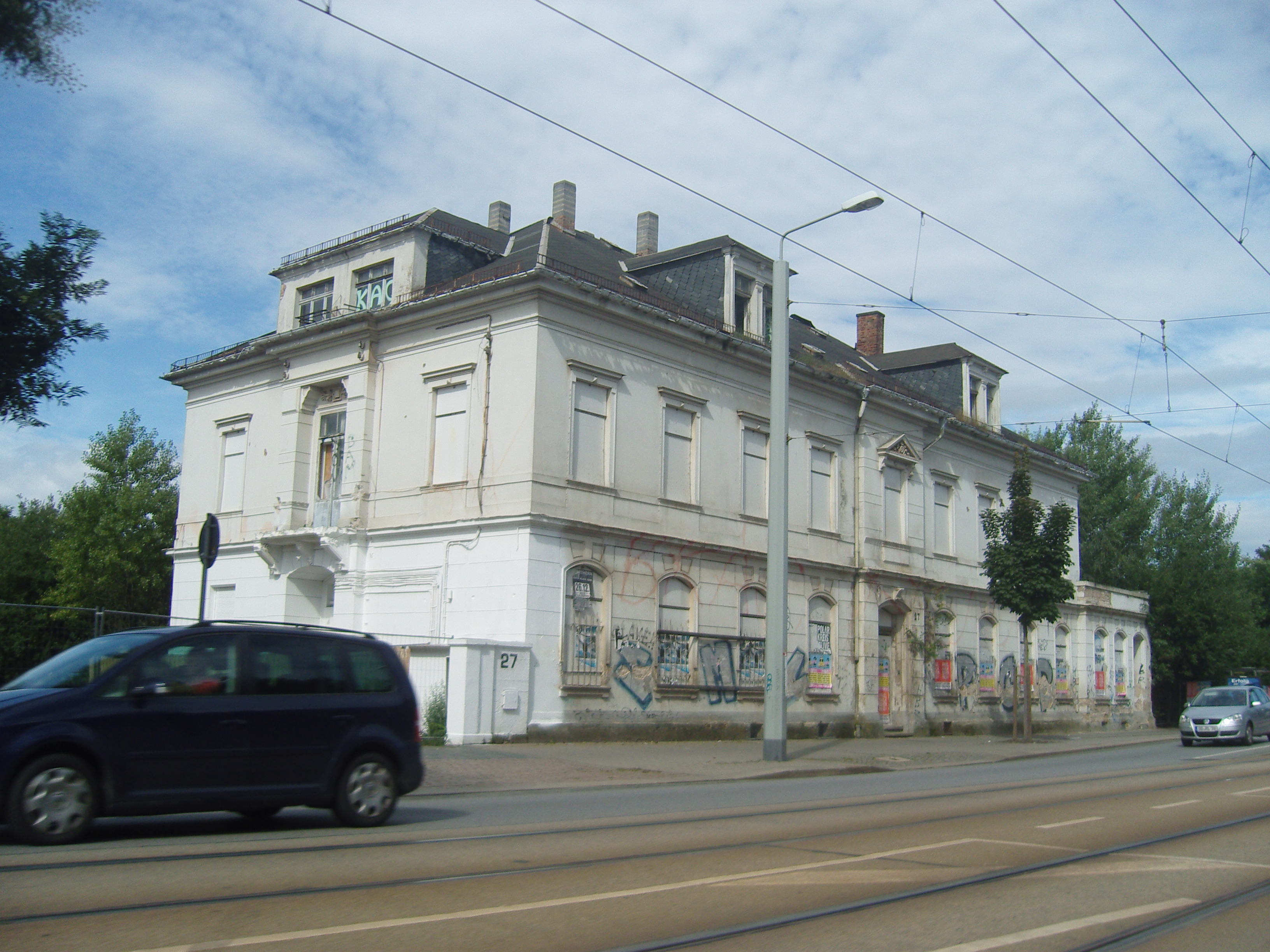
Die Villa Leipziger Straße 27 diente als Fahrschul-, später auch als Autohaus bis zum Neubau in Bühlau.

1955 wechselte Melkus zur Betriebssportgemeinschaft Post Dresden, wo er einen in Bau befindlichen Formel-3-Monoposto vollendete. Der Wagen mit der Bezeichnung Eigenbau Post, den ein J.A.P.-Speedway-Motor antrieb, markierte den Beginn des Konstrukteurs Heinz Melkus. Er trat in der Klasse bis 500 cm³ an. Der Cooper-Nachbau galt als Zweitschnellster seiner Klasse, war aber unzuverlässig, sodass Melkus in dieser Saison lediglich den vierten Rang in der DDR-Meisterschaft einfuhr. Neben der Formel 3 bestritt Melkus in diesem Jahr mit einem BMW 321 die über 850 km gehende Zweischleifenfahrt der Rallye Wartburg. Ebenfalls 1955 bestand Melkus die Fahrlehrerprüfung und wurde damit jüngster Fahrlehrer der DDR. Als solcher gründete er im selben Jahr eine eigene Fahrschule, ab 1960 dann in der Rechtsform einer Kommanditgesellschaft mit dem Staat als Kommanditist, die er über die Wiedervereinigung hinaus bis 1992 betrieb.
In der Meisterschaft 1956 trat Melkus erneut mit dem Eigenbau Post an, doch erwies sich der Wagen weiterhin als störanfällig. Höhepunkt der Saison war sein Sieg beim nicht zur Meisterschaft zählenden Rennen auf dem Bautzener Autobahnring. Obwohl der Wagen ihm zu guten Ergebnissen verhalf, dachte Melkus zeitweise daran aufzugeben. Zu groß waren seiner Meinung nach die Kosten für die Renneinsätze und Ersatzteile, die er größtenteils selbst finanzieren musste. Da der Verkauf des Wagens nach der Saison scheiterte, fuhr Melkus auch 1957 mit dem Eigenbau Post und erreichte den dritten Platz in der DDR-Meisterschaftswertung. Ende 1957 wurde der Wagen in seine Einzelteile zerlegt, die dann zum Bau eines neuen Formel-3-Rennwagens, des Melkus Formel III, verwendet wurden. Im Jahr 1957 wirkte Melkus bei der Gründung des Allgemeinen Deutschen Motorsport Verbandes (ADMV) mit. In dieser Zeit entwickelten sich aus vielen Motorrennsport-Sektionen, die Betriebssportgemeinschaften (BSG) angehörten, eigenständige Motorsportclubs (MC), so auch der MC Post Dresden aus der Sektion Motorrennsport der BSG Post Dresden.
Für 1958 konstruierte Melkus den Melkus Formel III, einen neuen Formel-3-Wagen bis 500 cm³, ebenfalls mit J.A.P-Motor. Am Ende der Saison, in der Melkus keinen Meisterschaftslauf gewinnen konnte, war er punktgleich mit Willy Lehmann auf seinem Scampalo, wurde aber aufgrund seiner besseren Gesamtplatzierungen in den Läufen zum DDR-Meister erklärt. Inzwischen hatte der ADMV gemäß den Vorgaben der FIA beschlossen, die bisherige Formel 3 mit Jahresende auslaufen zu lassen und stattdessen 1959 die Formel Junior einzuführen.

#### 1959 bis 1963: Formel Junior

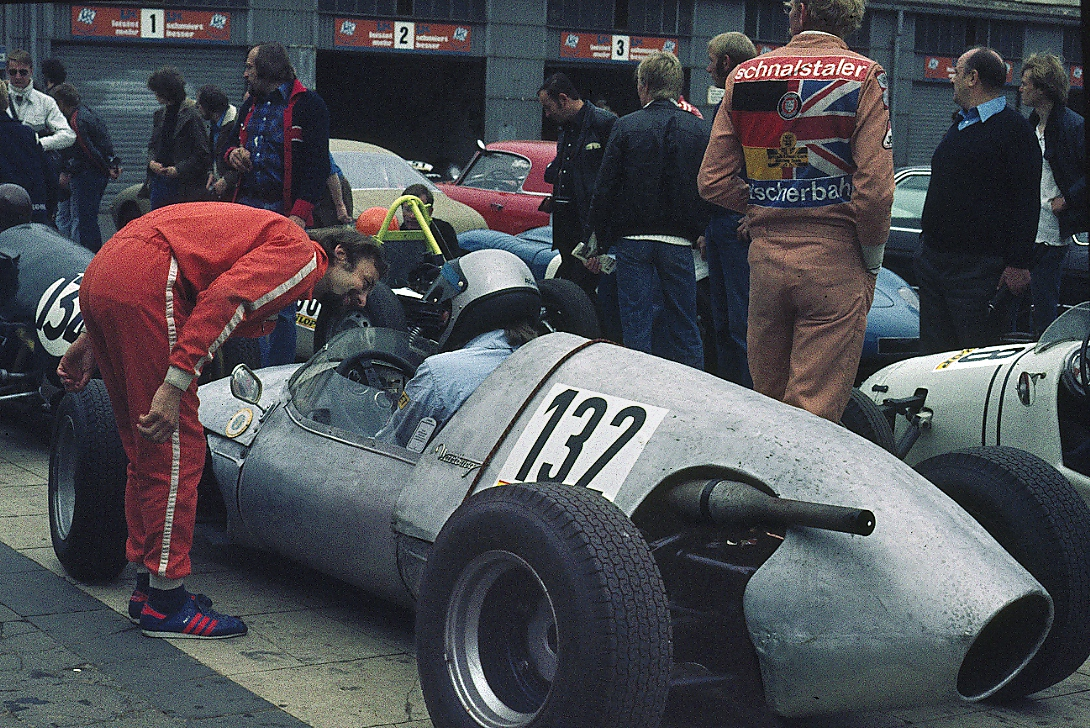
Eine 1959er-„Plättglocke“ beim Oldtimer-Grand-Prix auf dem Nürburgring 1978

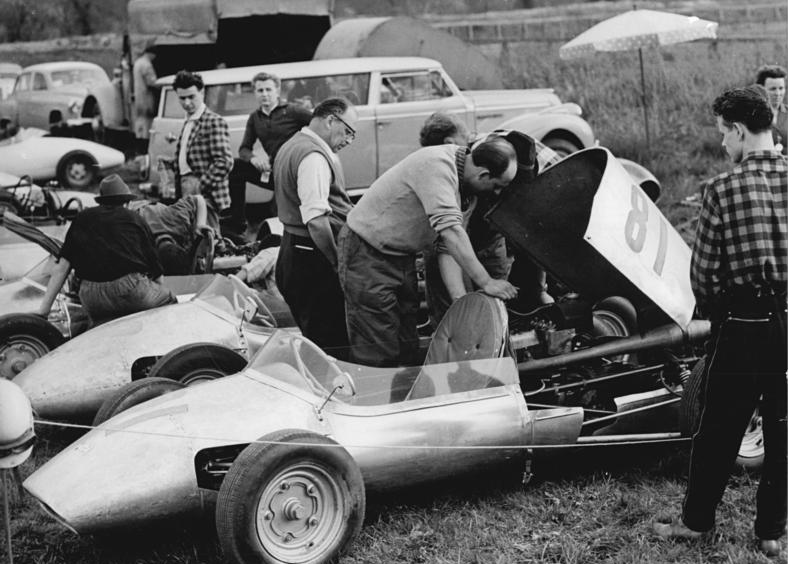
Melkus über sein „Blechauto“ #81 gebeugt im April 1961 bei der Vorbereitung zum Rennen auf der Halle-Saale-Schleife

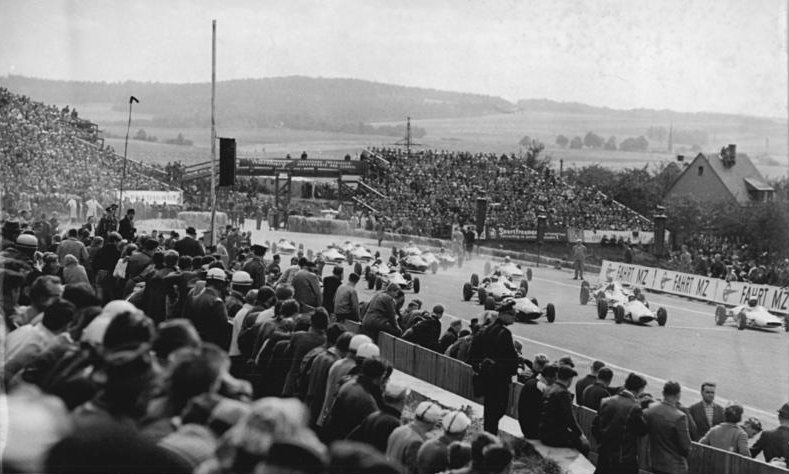
Start zum Formel-Junior-Rennen 1963 auf dem Sachsenring.

Gemäß dem technischen Reglement der neuen Formel Junior baute Melkus seinen Vorjahreswagen um und verkaufte den bisherigen Motor. Mit seinem achtköpfigen Team entwickelte er einen nahezu neuen Wagen mit einem 60 PS starken Wartburg-Motor. Der von Melkus „Plättglocke“ genannte Wagen, angelehnt an die äußere Form eines Bügeleisens, wurde am 25. April 1959 fertig und anlässlich der Feierlichkeiten zum Ersten Mai in Dresden der Öffentlichkeit präsentiert. Da in diesem Jahr keine DDR-Meisterschaft in dieser Klasse stattfand, fuhr Melkus bei nur fünf Rennveranstaltungen in der DDR beziehungsweise bei dreien in Westdeutschland. Die größten Erfolge in diesem Jahr waren seine beiden Siege auf der Autobahnspinne Dresden und auf dem Sachsenring. Am Ende der Saison verkaufte Melkus den Rennwagen.
Im Jahr 1960 gliederte Melkus den Rennwagenbau, der in sein Fahrschulunternehmen integriert war, organisatorisch unter dem Namen Rennwagenbau-Kollektiv Dresden aus. Im gleichen Jahr wurde in der DDR nach einjähriger Unterbrechung wieder eine Meisterschaft im Formel-Rennsport ausgetragen. Zudem sollten innerhalb der RGW-Staaten ebenfalls die ersten Formel-Junior-Rennen stattfinden. Für die Rennsaison fertigte das Team um Melkus in Kleinserie drei Formel-Junior-Wagen, jeweils ein Fahrzeug für Melkus sowie für die Fahrer Siegmar Bunk und Frieder Rädlein. Äußerlich unterschied sich der Wagen kaum von der 1959er-„Plättglocke“. Doch war der Wagen eine aerodynamisch deutlich günstigere Weiterentwicklung. Er bekam von Rädlein den Spitznamen „Entenarsch“ und erwies sich im Laufe der Saison als international konkurrenzfähig. Melkus siegte mit ihm beim Auftaktrennen in Halle und wurde Zweiter in Bautzen. Ein weiterer Sieg und ein Dreifacherfolg seiner Formel-Wagen folgten auf dem Sachsenring, wo er sich ein Rad-an-Rad-Duell mit Kurt Ahrens senior lieferte. Mit einem vierten Platz in Dresden, dem noch ein dritter Platz auf dem Staakener Kleeblatt folgte, gewann Melkus die erste DDR-Meisterschaft der Formel Junior. Im Jahr 1960 begann er, noch eher verhalten, mit dem Vertrieb seiner Fahrzeuge. Dabei folgte er dem Prinzip, seine Rennwagen nach der Saison zu verkaufen, um so die Neuwagen für die kommende Saison zu finanzieren.
Für die Saison 1961 erhielt der Melkus Ketten-Wartburg (Spitzname „Blechauto“; Kette zwischen Getriebe und Hinterachse) verkürzte Karosserieteile und eine schräg nach oben weisende Abgasanlage. Mit den Rennen in Lückendorf bei Zittau zählte erstmals auch ein Bergrennen zur Meisterschaft. Die Teilnahme an Rennen in Westdeutschland hingegen war Melkus nach dem Bau der Berliner Mauer im August 1961 fortan nicht mehr möglich. Das „Blechauto“ verhalf Melkus hinter Willy Lehmann mit 22 Punkten zur DDR-Vizemeisterschaft. In dieser Saison wurde auch erstmals ein Rennen in Leningrad gefahren. Den schwersten Unfall seiner Rennfahrerkarriere erlebte Melkus bei dem Rennen von der Belgrader Innenstadt hinauf zum Burgberg, als ihm bei der Überquerung einer Straßenbahnschiene ein Stoßdämpfer wegbrach und sich der Wagen daraufhin überschlug. Melkus erlitt dabei mehrere Rippenbrüche.
Der Serienbau des 1962er-Modells umfasste fünf Fahrzeuge, die im Gegensatz zum Vorjahresmodell eine konisch nach hinten verlaufende Haube hatten. Motortechnisch war das zehnköpfige Team um Melkus an die Grenzen des Machbaren gestoßen. Um ein Überhitzen des Motors zu verhindern, wurden die Rennen teilweise ohne Abdeckung gefahren. Mit seinem Wagen gewann Melkus hinter Lehmann auf einem SEG-Wartburg (SEG = Sozialistische Entwicklungsgemeinschaften Rennsport) erneut die DDR-Vizemeisterschaft. Neben den Rennen in der DDR startete Melkus 1962 in Jugoslawien, Polen, Bulgarien, Österreich und der Tschechoslowakei. Auf dem Leningrader Newa-Ring waren die vier eingesetzten Melkus-Wagen ihrer Konkurrenz haushoch überlegen. Melkus wurde Gesamtsieger vor seinem Stallgefährten Hans-Theo Tegeler. Nach der Saison veräußerte er die Fahrzeuge an die sowjetische Stelle für Rennwagenbau, um so den nächstjährigen Wagen finanzieren zu können. Überdies erhielt Melkus in diesem Jahr den Titel Meister des Sports verliehen.
Für die Rennsaison 1963 konstruierte Melkus einen völlig neuen Wagen. Die Serienfertigung umfasste zehn Fahrzeuge. Der Melkus 63 war im Vergleich zum Vorjahresmodell erheblich schmaler und flacher; dazu leichter und stabiler. Der Wartburg-Motor leistete in der Saisonmitte etwa 90 PS, war aber anfänglich noch wenig standfest. Obwohl die Melkus’schen Rennwagen in der letzten Saison der auslaufenden Formel-Junior-Meisterschaft jeweils acht erste und zweite sowie zwölf dritte Plätze einfuhren, reichte es für Melkus in der DDR-Meisterschaft nur für Rang sieben. Im internationalen Vergleich war der Melkus 63 gegenüber der westlichen Konkurrenz von Lotus und Lola chancenlos. In den Ostblockstaaten dagegen holte sich Melkus den ersten Platz in der Einzelwertung zum Pokal für Frieden und Freundschaft der sozialistischen Länder. Nach der Rennsaison verkaufte Melkus seine eigenen Wagen wieder an die Sowjetunion.

#### 1964 bis 1971: Formel 3

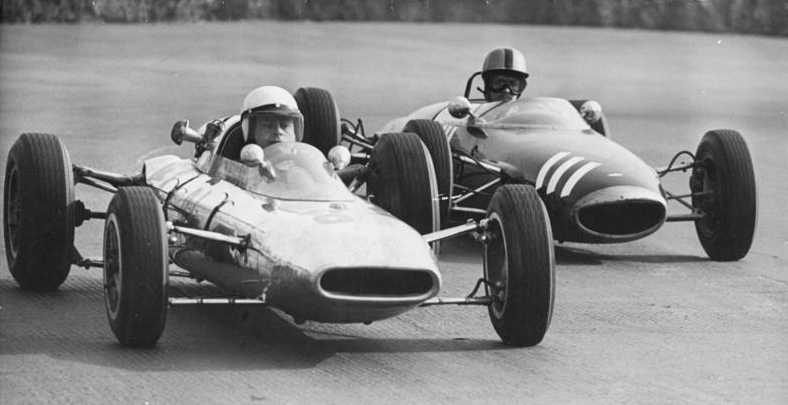
Heinz Melkus mit seiner „Zigarre“ auf der Halle-Saale-Schleife am 19. April 1964

Mit der Saison 1964 löste gemäß dem FIA-Reglement die Formel 3 die bisherige Formel Junior ab. Melkus konstruierte zu diesem Zweck einen neuen Formel-Wagen, der die Bezeichnung Melkus 64 und den Spitznamen „Zigarre“ erhielt. Dem Reglement entsprechend stieg das Fahrzeuggewicht an, wobei der Rahmen 40 kg wog. Neben zahlreichen technischen Anpassungen legte Melkus bei der Entwicklung des Wagens sein Augenmerk auf die Verbesserung der Aerodynamik. Der Wartburg-Motor leistete zunächst 72 PS, zuletzt bis zu 95 PS. Mit späteren Lada-Motoren waren sogar bis zu 100 PS möglich. Der Melkus 64 entwickelte sich in der Folge zu einem gefragten Rennwagen und war Ausstellungsstück auf dem IFA-Stand auf dem Automobilsalon in Brüssel. Allein die Sowjetunion erhielt zehn der zwanzig in diesem Jahr gebauten Wagen. Der Melkus 64 war von Beginn an allen anderen Wagen überlegen. Im Laufe der 1964er-Saison gab es zwischen Melkus und Willy Lehmann auf einem SEG-Rennwagen zum Teil erbittert geführte Gefechte, an deren Ende schließlich Max Byczkowski DDR-Meister und Melkus Vizemeister wurde. Dabei belegte sein Melkus 64 die ersten vier Plätze in der Einzelwertung. Bei den internationalen Rennen in diesem Jahr belegten Fahrzeuge des Typs Melkus 64 vier erste, fünf zweite und weitere vordere Plätze. Hierzu zählt auch der zweite Platz von Melkus im polnischen Krakau. Wie beim Vorjahreswagen gab es beim Melkus 64 verschiedene Experimente mit der Motorhaube. Die Öffnung der charakteristischen Lufthutze wurde dabei unterschiedlich ausgeführt.
Für die Saison 1965 fiel am Rennwagen die Motorhaube vorübergehend weg. Änderungen gab es auch an den Fahrzeugachsen. In der nationalen Meisterschaft erreichte Melkus hinter Christian Pfeiffer und Willy Lehmann (beide SEG-II-Wartburg) den dritten Rang in der Meisterschaftswertung und den ersten Rang der Einzelwertung zum Pokal für Frieden und Freundschaft der sozialistischen Länder.
Am Melkus 64 der Serie 1966 fiel die verwendete Bauchverkleidung wegen Überhitzungsproblemen weg. In die DDR-Meisterschaft startete Melkus mit zwei Auftaktsiegen auf der Halle-Saale-Schleife und auf dem Bautzener Autobahnring. Am Ende belegte er mit 18 Punkten den vierten Rang in der Gesamtwertung. Der Melkus 64 der Baureihe 1967 mit insgesamt zehn Fahrzeugen wurde geschlossen an die Sowjetunion geliefert. In der diesjährigen DDR-Meisterschaft holte Melkus mit drei Siegen und weiteren guten Platzierungen mit 46 Punkten vor Rädlein und Peter Findeisen den Meistertitel. Damit belegte ein Melkus 64 die ersten drei Plätze in der Wertung. Die Überlegenheit des Wagens setzte sich 1968 fort. Wenngleich die zehn Fahrzeuge des Melkus 64 der Serie 1968 wieder an die Sowjetunion geliefert wurden, gewann Melkus seine vierte DDR-Meisterschaft. Im gleichen Jahr wurde Melkus der Titel Kfz-Meister verliehen. Von 1969 bis 1971 folgte für ihn eine weitere Vizemeisterschaft in der Formel 3. Nach der Genehmigung eines Antrags zum Bau eines komplett in der DDR gebauten Sportwagens im November 1968 erfolgte unter der Leitung von Heinz Melkus die Planung des Melkus RS 1000, eines auf dem Wartburg 353 basierenden, straßenzugelassenen Mittelmotorsportcoupés. Er wurde von 1969 bis 1980 in 101 Exemplaren gebaut.
Der Formelsport der DDR sah sich zu diesem Zeitpunkt erneut mit einem Beschluss der FIA konfrontiert, nach dem ab der Saison 1971 der Hubraum der Formel 3 auf 1600 cm³ erhöht werden sollte. Der Motor konnte gemäß den FIA-Anforderungen von beliebiger Bauart sein, musste jedoch innerhalb von zwölf Monaten eine Mindeststückzahl von 5000 vorweisen. Die Entscheidung setzte dem Formelrennsport der DDR das internationale Aus, da im gesamten RGW-Raum kein entsprechender Motor aufzutreiben war. Daher erarbeitete der ADMV zusammen mit der Tschechoslowakei, Polen und der Sowjetunion das Konzept für eine neue Formel-Klasse, die Formel C9. Die Jahresmindeststückzahl von 5000 Motoren konnten dabei nur die Hersteller WAS (Shiguli, Lada), FSO (Polski Fiat) und der VEB AWE (Wartburg) vorweisen. So war die Saison 1971 für Melkus die letzte der Formel 3.

#### 1972 bis 1973: Formel C9
In der neuen Formelklasse, die auf 60 PS reglementiert worden war, deutete sich das Ende der „klassischen“ Melkus-Zigarre an. Für Heinz und Ulli Melkus, der mittlerweile seinem Vater sportlich in nichts nachstand, stellte die Anpassung der Motoren kein Problem dar. Heinz Melkus errang – punktgleich mit seinem Sohn – seine fünfte DDR-Meisterschaft, der auch noch ein dritter Rang in der DDR-Meisterschaft 1973 folgte. Danach verkündete der Senior, der mittlerweile Mitglied der Zentralen Kommission für Automobilsport im ADMV geworden war, seinen Abschied aus der Formelklasse. In diesem Jahr verließen auch die letzten Melkus 64 der Bauserie 1973 seine Werkstatt, die allesamt in die Hände von Fahrern der Leistungsklasse I gingen. Im Jahr 1973 vollzog sich in der Formel C9 auch der Wechsel von Zweitakt- auf Viertaktmotoren, vorzugsweise von Lada. In diesem Jahr entwickelte Ulli Melkus zusammen mit seinem Vater die ersten Ideen zu einem Nachfolgemodell des RS 1000. Unter dem Arbeitstitel RS 1000/2 bzw. RS 2000 entstand der Melkus PT 73 Spyder, dessen erste Probefahrten im Frühjahr 1973 auf dem Flughafen Dresden-Klotzsche stattfanden. Der Wartburg-Rallye-Motor leistete 110 PS. Damit erreichte der Wagen eine Spitzengeschwindigkeit von annähernd 200 km/h. Es blieb jedoch nur bei einem gebauten Einzelstück.

#### 1974 bis 1989: Weitere Rennen

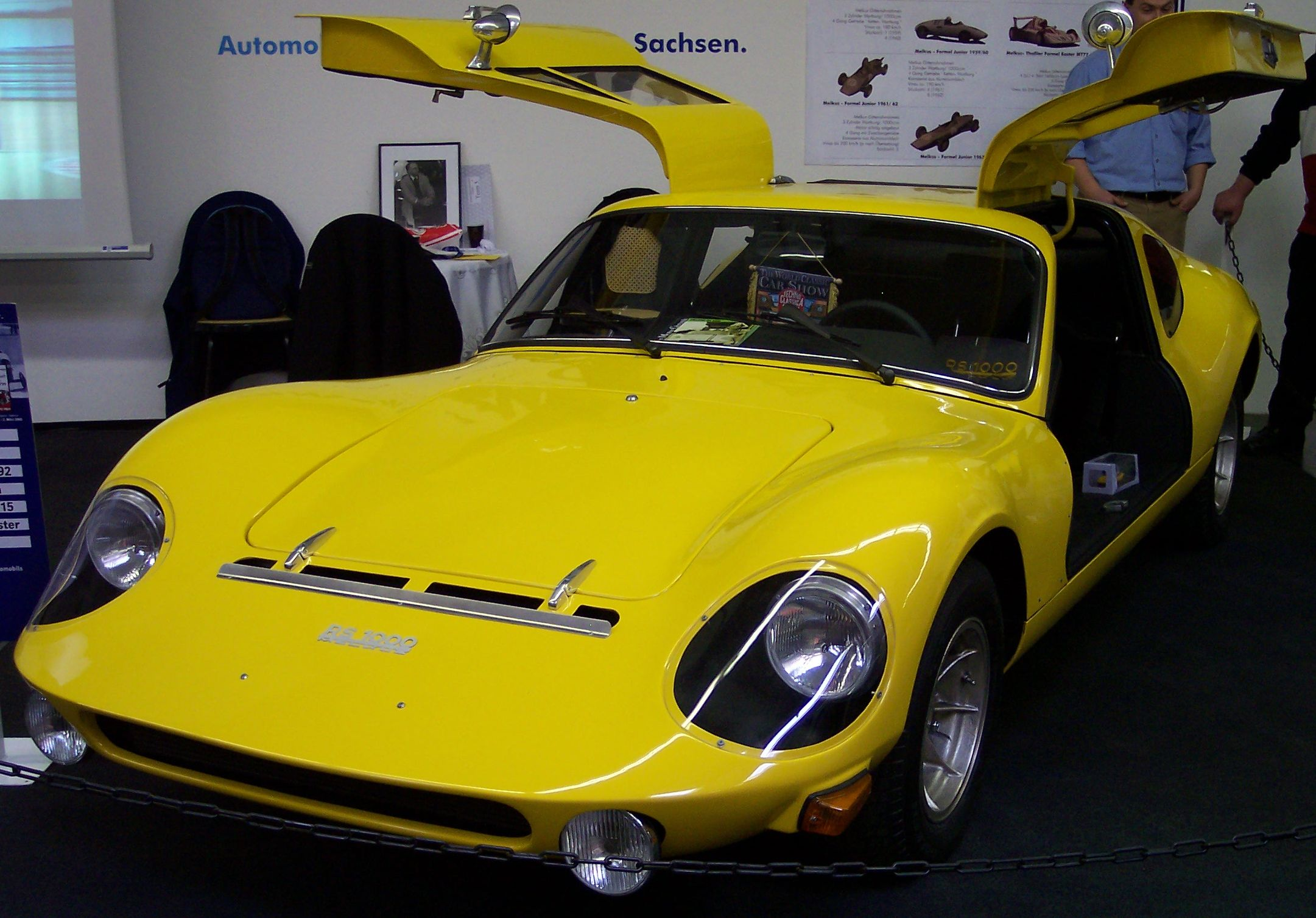
Der Melkus RS 1000 galt als Glanzstück der Konstrukteurkarriere von Heinz Melkus.

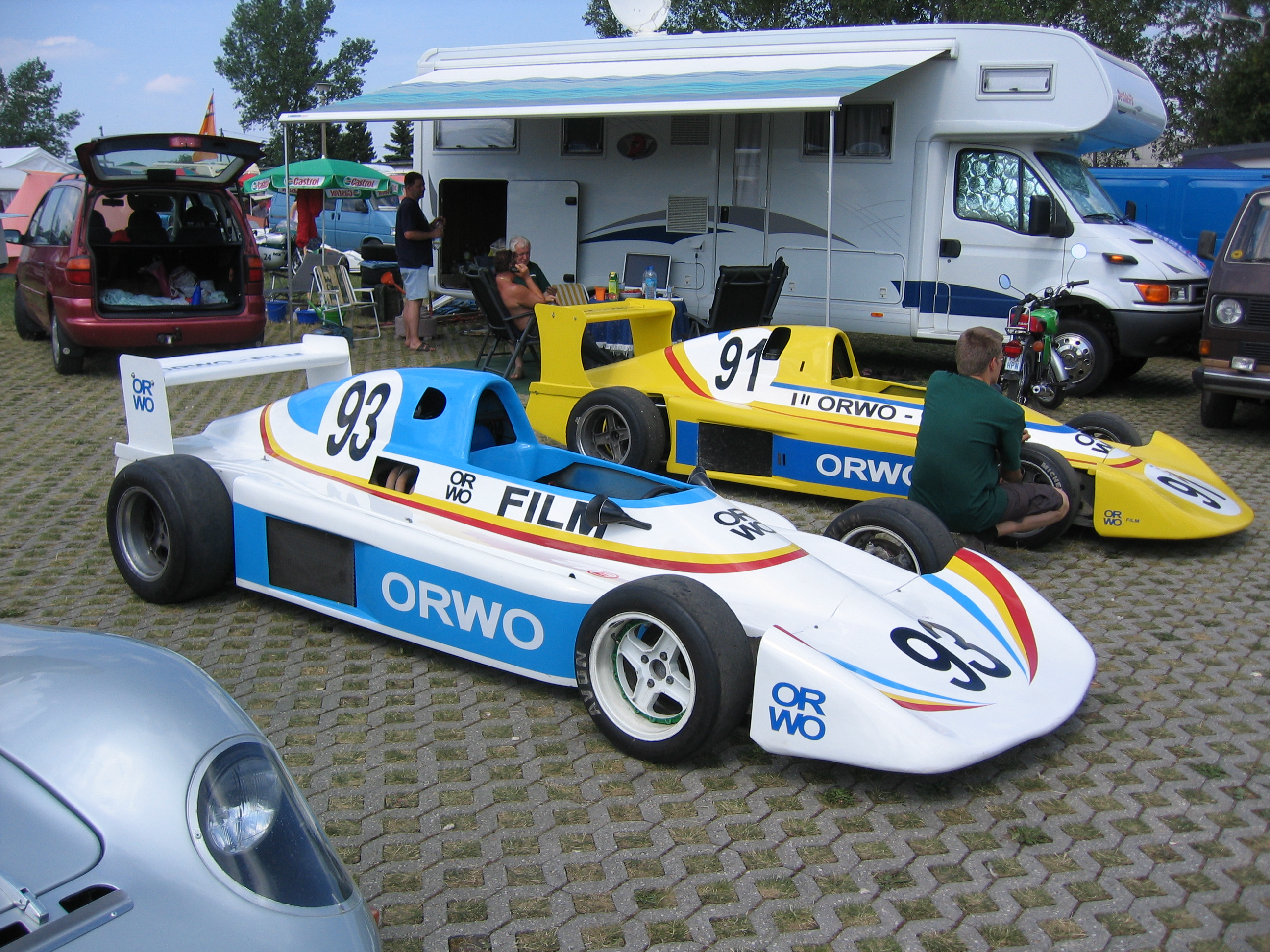
Auf einem SRG MT 77 gewann Heinz Melkus das letzte Rennen seiner Karriere.

Von 1974 bis 1980 bestritt Melkus Sportwagenrennen auf einem seiner Melkus RS 1000. Dieser Sportwagen in Flügeltür-Bauweise, dessen Konzipierung bereits 1966 begonnen hatte, stellt den Höhepunkt seiner Konstrukteursarbeit dar. Der Wagen genießt mittlerweile unter Autoliebhabern Kultstatus.
Neben den Rennen engagierte sich Heinz Melkus weiterhin in seinem Fahrschulbetrieb und war Mitkonstrukteur des Rennwagens SRG MT 77 seines Sohnes Ulli. Mit dem SRG MT 77 fuhr Melkus 1977 zu reinen Testfahrten zwei Rennen in der Formel B8, die 1976 die Formel C9 abgelöst hatte und als Vorläufer der Formel Easter galt. Der SRG MT 77 sollte sich in den folgenden Jahren zum Standardrennwagen der DDR entwickeln. Zugleich stellte dieser Wagen die erneute Inbetriebnahme des Melkus’schen Rennwagenbaus dar. Im Jahr 1980 fuhr Melkus in Brünn sein letztes Rennen und gewann. Ende der 1980er-Jahre war nach fast einem Jahrzehnt des Stillstands auch das Konzept des SRG MT 77 am Ende seiner Möglichkeiten angelangt. Um einen Nachfolger zu entwickeln, sicherte der Staat der Melkus KG neben einer finanziellen Hilfe von 100.000 Mark (wovon nur 20 % ankamen) die Unterstützung des Lkw-Werkes Ludwigsfelde zu. Der Nachfolger, der ML 89 (ML = Melkus/Lada), wurde im Rahmen des Unternehmens der Fahrschule Heinz Melkus von diversen Fachleuten und staatlichen Einrichtungen entwickelt und diente als Baumuster für die neue Rennwagengeneration in der Formel Easter. Ulli Melkus übernahm hierbei eine Führungsrolle. Im Frühjahr 1989 war der Prototyp des ML 89 fertiggestellt, der sich als nicht einsatzfähige Fehlkonstruktion herausstellte.

#### 1990 bis 1992: Geschäftsmann
Ende 1989 löste Melkus den Gesellschaftsanteil des Staates an seinem Fahrschulbetrieb für 84.000 DM aus, woraufhin er wieder Privatunternehmer wurde. Der Fahrschulbetrieb hatte 1990 noch 41 Fahrlehrer, von denen die meisten in der Folgezeit kündigten, um sich selbstständig zu machen. Im Laufe des Jahres 1991 wurde der Fahrschulbetrieb dann aufgegeben und 1992 an einen anderen Betreiber verkauft.
Melkus’ Werkstattbereich war zu diesem Zeitpunkt bereits seit Dezember 1989 in einen Autohandel mit Kfz-Werkstatt umgewandelt worden, und erste Kontakte zu BMW bestanden. Dort waren die motorsportlichen Aktivitäten der Firma Melkus bekannt. So kam es, dass Heinz Melkus im Februar 1990 die Gewerbeerlaubnis eines BMW-Services mit Fahrzeughandel und Mietwagenverleih erhielt. Noch vor der Währungs-, Wirtschafts- und Sozialunion eröffnete Melkus im Mai 1990 als Mitgeschäftsführer (geschäftsführender Gesellschafter war sein Sohn Peter Melkus) und Vertragshändler das erste BMW-Autohaus in der DDR. Die eigens zu diesem Zweck von BMW gestellten 15 Schauwagen wurden noch am Eröffnungstag verkauft. Dem folgten weitere 35 Fahrzeuge eines West-Berliner Vertragshändlers, der die Fahrzeuge zur Veräußerung nach Dresden überführen ließ. Heinz Melkus schied bald als Geschäftsführer aus, um sich vollends auf den Verkauf zu konzentrieren. Im Jahr 1991 lieferte das Autohaus 300 Neu- und 150 Gebrauchtwagen aus. Im September 1992 waren 56 Angestellte beschäftigt. Das Autohaus befand sich von 1990 bis 1994 in der Villa Leipziger Straße 27 im Stadtteil Leipziger Vorstadt. Im Jahr 1994 ließ das Unternehmen für 7,5 Mio. DM in Bühlau ein neues Autohaus errichten, dem auch ein Gebrauchtwagenhandel angeschlossen war. Seit Juni 2004 ist das Autohaus auch offizieller Vertragshändler der Lotus Cars Ltd. Im Jahr 2006 ging das Autohaus unter dem Namen Melkus an einen neuen Gesellschafter über.

### Letzte Lebensjahre und Tod

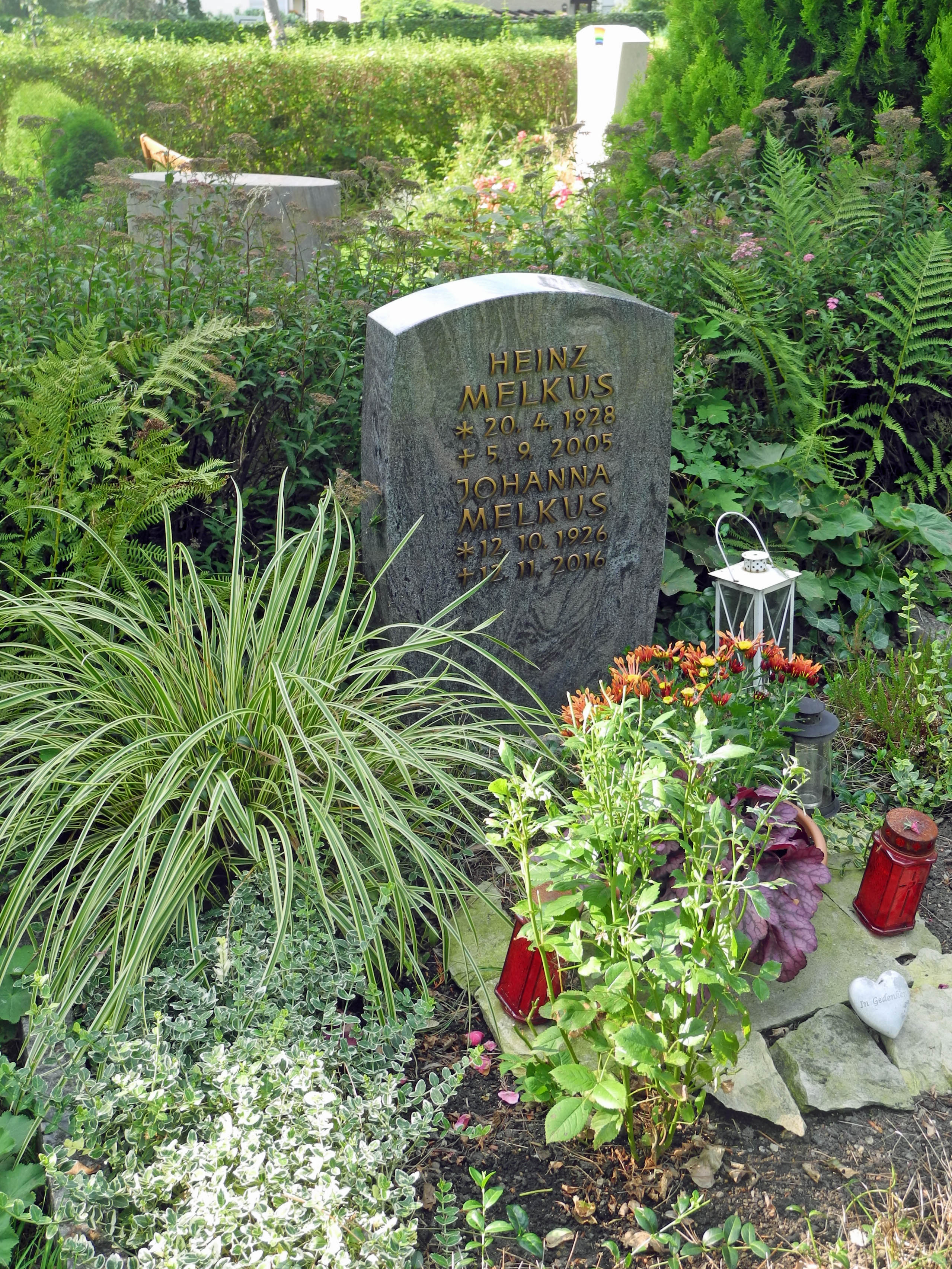
Grab von Heinz Melkus auf dem Friedhof Bühlau

Im Sommer 2005 verschlechterte sich der Gesundheitszustand von Heinz Melkus, der seit Längerem an einer Herzkrankheit litt. Er starb am Morgen des 5. September 2005 im Alter von 77 Jahren. Die Beisetzung fand unter großer Anteilnahme auf dem Friedhof Bühlau statt. Ihm zu Ehren produzierte die von 1990 bis 2009 bestehende Melkus Sportwagen KG unter Mitwirkung von Peter und Sepp Melkus 15 RS 1000 in einer limitierten Auflage „Heinz Melkus“. Deren erster Wagen wurde im November 2006 für 55.000 Euro ausgeliefert. Die Serie war innerhalb weniger Monate vergriffen. Das Nachfolgeunternehmen Melkus Sportwagen GmbH bestand von 2009 bis 2020; ein Insolvenzverfahren wurde 2019 mangels Masse nicht eröffnet.

### Eigenbauten
|                           |                           |                           | Eigenbau Post                      | Melkus Formel III                  | Ketten-Wartburg 1959                                                                      | Ketten-Wartburg 1960                                                                      | Ketten-Wartburg 1961                                                                      | Ketten-Wartburg 1962                                                                      | Melkus 63                                                                                 | Melkus 64                                                                                 | Melkus 64                                                                                 |
| Wartburg                  | Lada                      |                           | Eigenbau Post                      | Melkus Formel III                  | Ketten-Wartburg 1959                                                                      | Ketten-Wartburg 1960                                                                      | Ketten-Wartburg 1961                                                                      | Ketten-Wartburg 1962                                                                      | Melkus 63                                                                                 |                                                                                           |                                                                                           |
| ------------------------- | ------------------------- | ------------------------- | ---------------------------------- | ---------------------------------- | ----------------------------------------------------------------------------------------- | ----------------------------------------------------------------------------------------- | ----------------------------------------------------------------------------------------- | ----------------------------------------------------------------------------------------- | ----------------------------------------------------------------------------------------- | ----------------------------------------------------------------------------------------- | ----------------------------------------------------------------------------------------- |
| Einsatzzeit               | Einsatzzeit               | Einsatzzeit               | 1955–1957                          | 1958–1959                          | 1959                                                                                      | 1960                                                                                      | 1961                                                                                      | 1962                                                                                      | 1963                                                                                      | 1964–1975                                                                                 | 1964–1975                                                                                 |
| Anzahl                    | Anzahl                    | Anzahl                    | 1                                  | 1                                  | 1                                                                                         | 3                                                                                         | 6                                                                                         | 8                                                                                         | 8                                                                                         | 80                                                                                        | 80                                                                                        |
| Motor                     | Motor                     | Motor                     | Einzylinder-Viertakt-Motor, J.A.P. | Einzylinder-Viertakt-Motor, J.A.P. | Dreizylinder-Zweitakt-Motor, Wartburg 311 ab 1974: Vierzylinder-Viertakt-Motor, Lada 1300 | Dreizylinder-Zweitakt-Motor, Wartburg 311 ab 1974: Vierzylinder-Viertakt-Motor, Lada 1300 | Dreizylinder-Zweitakt-Motor, Wartburg 311 ab 1974: Vierzylinder-Viertakt-Motor, Lada 1300 | Dreizylinder-Zweitakt-Motor, Wartburg 311 ab 1974: Vierzylinder-Viertakt-Motor, Lada 1300 | Dreizylinder-Zweitakt-Motor, Wartburg 311 ab 1974: Vierzylinder-Viertakt-Motor, Lada 1300 | Dreizylinder-Zweitakt-Motor, Wartburg 311 ab 1974: Vierzylinder-Viertakt-Motor, Lada 1300 | Dreizylinder-Zweitakt-Motor, Wartburg 311 ab 1974: Vierzylinder-Viertakt-Motor, Lada 1300 |
| Hubraum (in cm³)          | Hubraum (in cm³)          | Hubraum (in cm³)          | 498                                | 498                                | 980                                                                                       | 980                                                                                       | 962–1050                                                                                  | 962–1050                                                                                  | 962–1050                                                                                  | 980–1118                                                                                  | 1294                                                                                      |
| Getriebe                  | Getriebe                  | Getriebe                  | 4-Gang-Getriebe, J.A.P.            | 4-Gang-Getriebe, J.A.P.            | 4-Gang-Getriebe, Wartburg 311; ab 1967: 5-Gang-Getriebe, Wartburg 311                     | 4-Gang-Getriebe, Wartburg 311; ab 1967: 5-Gang-Getriebe, Wartburg 311                     | 4-Gang-Getriebe, Wartburg 311; ab 1967: 5-Gang-Getriebe, Wartburg 311                     | 4-Gang-Getriebe, Wartburg 311; ab 1967: 5-Gang-Getriebe, Wartburg 311                     | 4-Gang-Getriebe, Wartburg 311; ab 1967: 5-Gang-Getriebe, Wartburg 311                     | 4-Gang-Getriebe, Wartburg 311; ab 1967: 5-Gang-Getriebe, Wartburg 311                     | 4-Gang-Getriebe, Wartburg 311; ab 1967: 5-Gang-Getriebe, Wartburg 311                     |
| Fahr- gestell             | Rahmen                    | Rahmen                    | U-Profil-Pressstahl                | U-Profil-Pressstahl                | dreiecksverstrebter Stahlrohrrahmen                                                       | dreiecksverstrebter Stahlrohrrahmen                                                       | dreiecksverstrebter Stahlrohrrahmen                                                       | dreiecksverstrebter Stahlrohrrahmen                                                       | geschweißter Rohrverband                                                                  | geschweißter Rohrverband                                                                  | geschweißter Rohrverband                                                                  |
| Fahr- gestell             | Radstand (in mm)          | Radstand (in mm)          | 2000                               | 2000                               | 2150                                                                                      | 2150                                                                                      | 2150                                                                                      | 2150                                                                                      | 2300                                                                                      | 2300                                                                                      | 2300                                                                                      |
| Fahr- gestell             | Spur (in mm)              | vorn                      | 1110                               | 1110                               | 1280                                                                                      | 1280                                                                                      | 1280                                                                                      | 1280                                                                                      | 1300                                                                                      | 1300                                                                                      | 1300                                                                                      |
| Fahr- gestell             | Spur (in mm)              | hinten                    | 1080                               | 1080                               | 1280                                                                                      | 1280                                                                                      | 1280                                                                                      | 1280                                                                                      | 1350                                                                                      | 1350                                                                                      | 1350                                                                                      |
| Aufhängung                | Aufhängung                | vorn                      | Querblattfedern                    | Querlenker/Querfeder               | Einzelradaufhängung, Querlenker oben/unten, schräge Motorrad-Federbeine, Querstabilisator | Einzelradaufhängung, Querlenker oben/unten, schräge Motorrad-Federbeine, Querstabilisator | Einzelradaufhängung, Querlenker oben/unten, schräge Motorrad-Federbeine, Querstabilisator | Einzelradaufhängung, Querlenker oben/unten, schräge Motorrad-Federbeine, Querstabilisator | Dreieckslenker oben/unten, schräge Federbeine                                             | Blattfedern unten, Querlenker aus Elektronguss                                            | Blattfedern unten, Querlenker aus Elektronguss                                            |
| Aufhängung                | Aufhängung                | hinten                    | Pendelachse                        | Querblattfeder                     | Einzelradaufhängung mit Doppelquerlenkern, schräge Motorrad-Federbeine                    | Einzelradaufhängung mit Doppelquerlenkern, schräge Motorrad-Federbeine                    | Einzelradaufhängung mit Doppelquerlenkern, schräge Motorrad-Federbeine                    | Pendelachse, Längslenker unten, schräge Motorrad-Federbeine                               | Pendelachse, Dreieckslenker oben/unten, schräge Federbeine                                | innenliegend, Dreieckslenker, zwei Längslenker mit Querstabilisator                       | innenliegend, Dreieckslenker, zwei Längslenker mit Querstabilisator                       |
| Bremsen                   | Bremsen                   | Bremsen                   | Trommelbremse                      | Trommelbremse                      | Trommelbremse                                                                             | Trommelbremse                                                                             | Trommelbremse                                                                             | Trommelbremse                                                                             | Trommelbremse                                                                             | Trommelbremse                                                                             | Trommelbremse                                                                             |
| Leistung (in PS)          | Leistung (in PS)          | Leistung (in PS)          | 45–47                              | 45–47                              | 55–68                                                                                     | 68                                                                                        | 70                                                                                        | 73–80                                                                                     | 85–90                                                                                     | 60–95                                                                                     | 85–100                                                                                    |
| Geschwindigkeit (in km/h) | Geschwindigkeit (in km/h) | Geschwindigkeit (in km/h) | ca. 175                            | ca. 175                            | ca. 170                                                                                   | ca. 170                                                                                   | ca. 220                                                                                   | ca. 220                                                                                   | ca. 215                                                                                   | 170–240                                                                                   | 170–240                                                                                   |
| Leergewicht (in kg)       | Leergewicht (in kg)       | Leergewicht (in kg)       | ?                                  | ?                                  | 400                                                                                       | 400                                                                                       | 400                                                                                       | 360                                                                                       | 400                                                                                       | 400                                                                                       | 400                                                                                       |

## Statistik

### Pokal für Frieden und Freundschaft der sozialistischen Länder
Die Rennen der Formel-Junior-Klasse wurden 1961 und 1962 als „Internationale Rennen“ gelistet. Die Meisterschaft zum Pokal für Frieden und Freundschaft der sozialistischen Länder wurde erst 1963 geschaffen und bis 1990 ausgetragen.
| Saison | Rennklasse    | Team            | Rennwagen          | 1   | 2   | 3   | 4   | 5   | Punkte | Rang |
| ------ | ------------- | --------------- | ------------------ | --- | --- | --- | --- | --- | ------ | ---- |
| 1963   | Formel Junior | MC Post Dresden | Ketten-Wartburg 63 | GLE | BRN | MIN |     |     | ?      | 1.   |
| 1963   | Formel Junior | MC Post Dresden | Ketten-Wartburg 63 | 1   | 1   | 2   |     |     | ?      | 1.   |
| 1964   | Formel 3      | MC Post Dresden | Melkus 64          | SAC | BRN | PÉC | KRA |     | ?      | ?.   |
| 1964   | Formel 3      | MC Post Dresden | Melkus 64          | 9   | 5   | DNF | 2   |     | ?      | ?.   |
| 1965   | Formel 3      | MC Post Dresden | Melkus 64          | WAR | SAC | BRN | BUD |     | 54     | 1.   |
| 1965   | Formel 3      | MC Post Dresden | Melkus 64          | 1   | 2   | 1   | 1   |     | 54     | 1.   |
| 1966   | Formel 3      | MC Post Dresden | Melkus 64          | BUD | WAR | LEN | SZD | PRA | ?      | 1.   |
| 1966   | Formel 3      | MC Post Dresden | Melkus 64          | 2   | ?   | 1   | 3   | 3   | ?      | 1.   |
| 1967   | Formel 3      | MC Post Dresden | Melkus 64          | GYÖ | KRA | BRN | DD  |     | ?      | 1.   |
| 1967   | Formel 3      | MC Post Dresden | Melkus 64          | 1   | 3   | 4   | 1   |     | ?      | 1.   |
| 1968   | Formel 3      | MC Post Dresden | Melkus 64          | STE | ŠTR | RIG | DD  |     | ?      | ?.   |
| 1968   | Formel 3      | MC Post Dresden | Melkus 64          | ?   | 2   | 1   | –   |     | ?      | ?.   |
| 1969   | Formel 3      | MC Post Dresden | Melkus 64          | HAV | MIN | STE | DD  |     | 42     | 2.   |
| 1969   | Formel 3      | MC Post Dresden | Melkus 64          | 5   | 5   | 3   | 1   |     | 42     | 2.   |
| 1970   | Formel 3      | MC Post Dresden | Melkus 64          | HAV | MIN | STE | SZD |     | 28     | 4.   |
| 1970   | Formel 3      | MC Post Dresden | Melkus 64          | 5   | 3   | DNF | 4   |     | 28     | 4.   |
| 1971   | Formel 3      | MC Post Dresden | Melkus 64          | MIN | STE | SZD |     |     | ?      | 3.   |
| 1971   | Formel 3      | MC Post Dresden | Melkus 64          | 2   | ?   | DNS |     |     | ?      | 3.   |
| 1972   | Formel C9     | MC Post Dresden | Melkus 64          | MOS | MIN | SZD |     |     | 70     | 1.   |
| 1972   | Formel C9     | MC Post Dresden | Melkus 64          | 1   | 7   | 5   |     |     | 70     | 1.   |
| 1973   | Formel C9     | MC Post Dresden | Melkus 64          | MOS | MIN | SZD | TOR | SAC | ?      | 4.   |
| 1973   | Formel C9     | MC Post Dresden | Melkus 64          | 4   | 3   | 3   | 5   | 3   | ?      | 4.   |

### DDR-Meisterschaft
| Saison | Rennklasse    | Team                    | Rennwagen            | 1   | 2   | 3   | 4   | 5   | 6   | Punkte | Rang |
| ------ | ------------- | ----------------------- | -------------------- | --- | --- | --- | --- | --- | --- | ------ | ---- |
| 1951   | Sportwagen    | BSG Motor Niedersedlitz | Veritas              | HSS | LPZ | DD  | SAC |     |     | –      | –    |
| 1951   | Sportwagen    | BSG Motor Niedersedlitz | Veritas              | –   | –   | –   | DNF |     |     | –      | –    |
| 1952   | Formel 2      | BSG Motor Niedersedlitz | Veritas              | ROS | LPZ | HSS | SAC |     |     | 2      | 6.   |
| 1952   | Formel 2      | BSG Motor Niedersedlitz | Veritas              | DNA | –   | 8   | –   |     |     | 2      | 6.   |
| 1952   | Sportwagen    | BSG Motor Niedersedlitz | Veritas              | ROS | LPZ | HSS | SAC |     |     | ?      | 2.   |
| 1952   | Sportwagen    | BSG Motor Niedersedlitz | Veritas              | DNF | 4   | –   | 6   |     |     | ?      | 2.   |
| 1953   | Formel 2      | BSG Motor Niedersedlitz | Veritas              | KMS | DES | HSS | DD  | SAC |     | 3      | 6.   |
| 1953   | Formel 2      | BSG Motor Niedersedlitz | Veritas              | 3   | 6   | –   | DNF | ?   |     | 3      | 6.   |
| 1954   | Formel 2      | BSG Motor Niedersedlitz | Veritas              | DD  | HSS | SAC | BRN |     |     | ?      | ?.   |
| 1954   | Formel 2      | BSG Motor Niedersedlitz | Veritas              | –   | –   | –   | –   |     |     | ?      | ?.   |
| 1954   | Sportwagen    | BSG Motor Niedersedlitz | Veritas              | LPZ | HSS | SAC | BRN |     |     | 6      | 2.   |
| 1954   | Sportwagen    | BSG Motor Niedersedlitz | Veritas              | 3   | 5   | 6   | DNF |     |     | 6      | 2.   |
| 1955   | Formel 3      | BSG Post Dresden        | Post-J.A.P.          | DES | LPZ | HSS | SAC |     |     | 4      | 4.   |
| 1955   | Formel 3      | BSG Post Dresden        | Post-J.A.P.          | 2   | DNF | 4   | DNF |     |     | 4      | 4.   |
| 1956   | Formel 3      | BSG Post Dresden        | Post-J.A.P.          | LPZ | HSS | WIS | DES |     |     | 0,5    | 3.   |
| 1956   | Formel 3      | BSG Post Dresden        | Post-J.A.P.          | DNF | DNF | DNF | DNF |     |     | 0,5    | 3.   |
| 1957   | Formel 3      | BSG Post Dresden        | Post-J.A.P.          | HSS | LPZ | SAC | DD  |     |     | 4      | 3.   |
| 1957   | Formel 3      | BSG Post Dresden        | Post-J.A.P.          | DNF | DNF | 5   | DNF |     |     | 4      | 3.   |
| 1958   | Formel 3      | MC Post Dresden         | Post-J.A.P.          | HSS | LPZ | WIS | BZ  | SAC | DD  | 16     | 1.   |
| 1958   | Formel 3      | MC Post Dresden         | Post-J.A.P.          | 5   | DNF | 3   | 2   | 8   | DNF | 16     | 1.   |
| 1959   | Formel Junior | MC Post Dresden         | Ketten-Wartburg 1959 | HSS | BRN | DD  | SAC | BZ  |     | –      | –    |
| 1959   | Formel Junior | MC Post Dresden         | Ketten-Wartburg 1959 | 6   | DNF | 1   | 1   | 2   |     | –      | –    |
| 1960   | Formel Junior | MC Post Dresden         | Ketten-Wartburg 1960 | HSS | BRN | BZ  | SAC | DD  | STA | 22     | 1.   |
| 1960   | Formel Junior | MC Post Dresden         | Ketten-Wartburg 1960 | 1   | DNF | 2   | 1   | 4   | 3   | 22     | 1.   |
| 1961   | Formel Junior | MC Post Dresden         | Ketten-Wartburg 1961 | HSS | BRN | SDR | BZ  | SAC | DD  | 22     | 2.   |
| 1961   | Formel Junior | MC Post Dresden         | Ketten-Wartburg 1961 | 3   | 1   | 3   | 4   | 2   | 4   | 22     | 2.   |
| 1962   | Formel Junior | MC Post Dresden         | Ketten-Wartburg 1962 | BRN | HSS | SDR | BZ  | SAC | DD  | 20     | 2.   |
| 1962   | Formel Junior | MC Post Dresden         | Ketten-Wartburg 1962 | 5   | 4   | 3   | 3   | 6   | 3   | 20     | 2.   |
| 1963   | Formel Junior | MC Post Dresden         | Melkus 63            | HSS | BRN | BZ  | SDR | SAC | DD  | 6      | 7.   |
| 1963   | Formel Junior | MC Post Dresden         | Melkus 63            | DNF | DNF | 4   | 11  | 6   | 3   | 6      | 7.   |
| 1964   | Formel 3      | MC Post Dresden         | Melkus 64            | HSS | BRN | SDR | BZ  | SAC | DD  | 26     | 2.   |
| 1964   | Formel 3      | MC Post Dresden         | Melkus 64            | 3   | 2   | DNF | 1   | 9   | DNF | 26     | 2.   |
| 1965   | Formel 3      | MC Post Dresden         | Melkus 64            | HSS | BZ  | SAC | SDR | DD  | BRN | 18     | 3.   |
| 1965   | Formel 3      | MC Post Dresden         | Melkus 64            | DNF | DNS | 4   | 5   | 4   | DNF | 18     | 3.   |
| 1966   | Formel 3      | MC Post Dresden         | Melkus 64            | HSS | BZ  | SAC | LÜC | SDR | DD  | 18     | 4.   |
| 1966   | Formel 3      | MC Post Dresden         | Melkus 64            | DNF | 1   | 16  | 2   | 3   | DNF | 18     | 4.   |
| 1967   | Formel 3      | MC Post Dresden         | Melkus 64            | HSS | BRN | BZ  | LÜC | SDR | DD  | 46     | 1.   |
| 1967   | Formel 3      | MC Post Dresden         | Melkus 64            | 3   | 5   | 1   | 1   | 10  | 1   | 46     | 1.   |
| 1968   | Formel 3      | MC Post Dresden         | Melkus 64            | BRN | BZ  | LÜC | SDR |     |     | 28     | 1.   |
| 1968   | Formel 3      | MC Post Dresden         | Melkus 64            | 3   | 2   | 1   | 2   |     |     | 28     | 1.   |
| 1969   | Formel 3      | MC Post Dresden         | Melkus 64            | BRN | BZ  | SDR | DD  |     |     | 18     | 3.   |
| 1969   | Formel 3      | MC Post Dresden         | Melkus 64            | 2   | DNF | 1   | DNF |     |     | 18     | 3.   |
| 1970   | Formel 3      | MC Post Dresden         | Melkus 64            | BRN | BZ  | LÜC | SDR | DD  |     | 13     | 4.   |
| 1970   | Formel 3      | MC Post Dresden         | Melkus 64            | 3   | DNS | 2   | 6   | DNF |     | 13     | 4.   |
| 1971   | Formel 3      | MC Post Dresden         | Melkus 64            | BRN | BZ  | SDR | DD  | FRO |     | 30     | 2.   |
| 1971   | Formel 3      | MC Post Dresden         | Melkus 64            | 1   | 1   | 9   | 5   | 2   |     | 30     | 2.   |
| 1972   | Formel C9     | MC Post Dresden         | Melkus 64            | BRN | BZ  | LÜC | SDR | FRO |     | 22     | 1.   |
| 1972   | Formel C9     | MC Post Dresden         | Melkus 64            | 1   | –   | 5   | 2   | 2   |     | 22     | 1.   |
| 1973   | Formel C9     | MC Post Dresden         | Melkus 64            | BRN | BZ  | SAC | SDR | FRO |     | ??     | 3.   |
| 1973   | Formel C9     | MC Post Dresden         | Melkus 64            | 4   | –   | 3   | 3   | 3   |     | ??     | 3.   |
| 1975   | Sportwagen    | MC Post Dresden         | Melkus RS 1000       | SZD | SZD |     |     |     |     | ?      | 2.   |
| 1975   | Sportwagen    | MC Post Dresden         | Melkus RS 1000       | 4   | 3   |     |     |     |     | ?      | 2.   |
| 1976   | Sportwagen    | MC Post Dresden         | Melkus RS 1000       | ANA | SZD | INS |     |     |     | 30     | 3.   |
| 1976   | Sportwagen    | MC Post Dresden         | Melkus RS 1000       | 4   | 4   | 2   |     |     |     | 30     | 3.   |
| 1977   | Formel B8     | MC Post Dresden         | SEG MT 77            | SZD |     |     |     |     |     | ?      | ?.   |
| 1977   | Formel B8     | MC Post Dresden         | SEG MT 77            | 4   |     |     |     |     |     | ?      | ?.   |
| 1978   | Sportwagen    | MC Post Dresden         | Melkus RS 1000       | HEU | SCH |     |     |     |     | ?      | 5.   |
| 1978   | Sportwagen    | MC Post Dresden         | Melkus RS 1000       | 2   | 3   |     |     |     |     | ?      | 5.   |

### Weitere Rennen
Sonstige Rennen von Heinz Melkus, die keinen Einfluss auf laufende DDR-Meisterschaften bzw. den Pokal für Frieden und Freundschaft der sozialistischen Länder hatten:
| Saison | Formelklasse  | Team                    | Rennwagen            | 1   | 2   | 3   | 4   | 5   | 6   | 7   |
| ------ | ------------- | ----------------------- | -------------------- | --- | --- | --- | --- | --- | --- | --- |
| 1952   | Formel 2      | BSG Motor Niedersedlitz | Veritas              | BRN | DES |     |     |     |     |     |
| 1952   | Formel 2      | BSG Motor Niedersedlitz | Veritas              | DNF | DNA |     |     |     |     |     |
| 1953   | Formel 2      | BSG Motor Niedersedlitz | Veritas              | AVU |     |     |     |     |     |     |
| 1953   | Formel 2      | BSG Motor Niedersedlitz | Veritas              | DNF |     |     |     |     |     |     |
| 1954   | Formel 2      | BSG Motor Niedersedlitz | Veritas              | AVU |     |     |     |     |     |     |
| 1954   | Formel 2      | BSG Motor Niedersedlitz | Veritas              | 12  |     |     |     |     |     |     |
| 1955   | Formel 3      | MC Post Dresden         | Post-J.A.P.          | SC  | DD  |     |     |     |     |     |
| 1955   | Formel 3      | MC Post Dresden         | Post-J.A.P.          | ?   | 1   |     |     |     |     |     |
| 1956   | Formel 3      | MC Post Dresden         | Post-J.A.P.          | BZ  |     |     |     |     |     |     |
| 1956   | Formel 3      | MC Post Dresden         | Post-J.A.P.          | 1   |     |     |     |     |     |     |
| 1957   | Formel 3      | MC Post Dresden         | Post-J.A.P.          | WIS | BZ  | MB  | BRN |     |     |     |
| 1957   | Formel 3      | MC Post Dresden         | Post-J.A.P.          | ?   | 1   | ?   | 4   |     |     |     |
| 1958   | Formel 3      | MC Post Dresden         | Post-J.A.P.          | MB  | KIE | HH  |     |     |     |     |
| 1958   | Formel 3      | MC Post Dresden         | Post-J.A.P.          | 1   | 3   | 4   |     |     |     |     |
| 1959   | Formel 3      | MC Post Dresden         | Ketten-Wartburg 1959 | KIE |     |     |     |     |     |     |
| 1959   | Formel 3      | MC Post Dresden         | Ketten-Wartburg 1959 | 4   |     |     |     |     |     |     |
| 1959   | Formel Junior | MC Post Dresden         | Ketten-Wartburg 1959 | PF  | RO  | NÜ  | SO  | FRB |     |     |
| 1959   | Formel Junior | MC Post Dresden         | Ketten-Wartburg 1959 | 4   | 3   | 5   | 7   | 4   |     |     |
| 1960   | Formel Junior | MC Post Dresden         | Ketten-Wartburg 1960 | PF  | RO  | NO  | SO  | NÜ  | OP  | BEL |
| 1960   | Formel Junior | MC Post Dresden         | Ketten-Wartburg 1960 | 2   | 5   | 12  | DNF | 4   | 2   | 3   |
| 1961   | Formel Junior | MC Post Dresden         | Ketten-Wartburg 1961 | LEN | NÜ  | RO  | NO  | SO  | FRB |     |
| 1961   | Formel Junior | MC Post Dresden         | Ketten-Wartburg 1961 | 7   | 9   | 4   | 4   | DNF | 6   |     |
| 1962   | Formel Junior | MC Post Dresden         | Ketten-Wartburg 1962 | ASP | LEN | KRA |     |     |     |     |
| 1962   | Formel Junior | MC Post Dresden         | Ketten-Wartburg 1962 | 7   | 1   | 2   |     |     |     |     |
| 1963   | Formel Junior | MC Post Dresden         | Melkus 63            | ASP | OP  | INS |     |     |     |     |
| 1963   | Formel Junior | MC Post Dresden         | Melkus 63            | 15  | 1   | 9   |     |     |     |     |
| 1964   | Formel 3      | MC Post Dresden         | Melkus 64            | ASP | INS |     |     |     |     |     |
| 1964   | Formel 3      | MC Post Dresden         | Melkus 64            | 5   | 4   |     |     |     |     |     |
| 1965   | Formel 3      | MC Post Dresden         | Melkus 64            | OP  | ASP |     |     |     |     |     |
| 1965   | Formel 3      | MC Post Dresden         | Melkus 64            | 1   | 2   |     |     |     |     |     |
| 1966   | Formel 3      | MC Post Dresden         | Melkus 64            | OP  | BRN |     |     |     |     |     |
| 1966   | Formel 3      | MC Post Dresden         | Melkus 64            | 2   | 11  |     |     |     |     |     |
| 1967   | Formel 3      | MC Post Dresden         | Melkus 64            | OP  | UTJ | PIS |     |     |     |     |
| 1967   | Formel 3      | MC Post Dresden         | Melkus 64            | 2   | 2   | 2   |     |     |     |     |
| 1968   | Formel 3      | MC Post Dresden         | Melkus 64            | PIS | OP  | BRN |     |     |     |     |
| 1968   | Formel 3      | MC Post Dresden         | Melkus 64            | 2   | 6   | 13  |     |     |     |     |
| 1969   | Formel 3      | MC Post Dresden         | Melkus 64            | OST | BRN | PIS |     |     |     |     |
| 1969   | Formel 3      | MC Post Dresden         | Melkus 64            | 2   | 11  | 6   |     |     |     |     |
| 1972   | Formel C9     | MC Post Dresden         | Melkus 64            | STE |     |     |     |     |     |     |
| 1972   | Formel C9     | MC Post Dresden         | Melkus 64            | 8   |     |     |     |     |     |     |
| 1977   | Formel B8     | MC Post Dresden         | Melkus MT 77         | BRN |     |     |     |     |     |     |
| 1977   | Formel B8     | MC Post Dresden         | Melkus MT 77         | 8   |     |     |     |     |     |     |
| 1978   | Sportwagen    | MC Post Dresden         | Melkus RS 1000       | HAV |     |     |     |     |     |     |
| 1978   | Sportwagen    | MC Post Dresden         | Melkus RS 1000       | 7   |     |     |     |     |     |     |
| 1980   | Formel B8     | MC Post Dresden         | Melkus MT 77         | BRN |     |     |     |     |     |     |
| 1980   | Formel B8     | MC Post Dresden         | Melkus MT 77         | 1   |     |     |     |     |     |     |

| Legende  | Legende            | Legende                                                          |
| Farbe    | Abkürzung          | Bedeutung                                                        |
| -------- | ------------------ | ---------------------------------------------------------------- |
| Gold     | –                  | Sieg                                                             |
| Silber   | –                  | 2. Platz                                                         |
| Bronze   | –                  | 3. Platz                                                         |
| Grün     | –                  | Platzierung in den Punkten                                       |
| Blau     | –                  | Klassifiziert außerhalb der Punkteränge                          |
| Violett  | DNF                | Rennen nicht beendet (did not finish)                            |
| Violett  | NC                 | nicht klassifiziert (not classified)                             |
| Rot      | DNQ                | nicht qualifiziert (did not qualify)                             |
| Rot      | DNPQ               | in Vorqualifikation gescheitert (did not pre-qualify)            |
| Schwarz  | DSQ                | disqualifiziert (disqualified)                                   |
| Weiß     | DNS                | nicht am Start (did not start)                                   |
| Weiß     | WD                 | zurückgezogen (withdrawn)                                        |
| Hellblau | PO                 | nur am Training teilgenommen (practiced only)                    |
| Hellblau | TD                 | Freitags-Testfahrer (test driver)                                |
| ohne     | DNP                | nicht am Training teilgenommen (did not practice)                |
| ohne     | INJ                | verletzt oder krank (injured)                                    |
| ohne     | EX                 | ausgeschlossen (excluded)                                        |
| ohne     | DNA                | nicht erschienen (did not arrive)                                |
| ohne     | C                  | Rennen abgesagt (cancelled)                                      |
| ohne     | keine WM-Teilnahme |                                                                  |
| sonstige | P/fett             | Pole-Position                                                    |
| sonstige | 1/2/3/4/5/6/7/8    | Punktplatzierung im Sprint-/Qualifikationsrennen                 |
| sonstige | SR/kursiv          | Schnellste Rennrunde                                             |
| sonstige | *                  | nicht im Ziel, aufgrund der zurückgelegten Distanz aber gewertet |
| sonstige | ()                 | Streichresultate                                                 |
| sonstige | unterstrichen      | Führender in der Gesamtwertung                                   |

## Anhang